# Augusto Bedoya Suárez
Augusto Eron Bedoya Suárez, (Tarma, 17 de octubre de 1857-Lyon, 4 de noviembre de 1926) fue un militar y político peruano. Participó en la guerra del Pacífico, prácticamente en todas las campañas: Tarapacá, Lima y La Breña. Fue partidario del general Andrés A. Cáceres y miembro del Partido Constitucional. Ejerció como diputado por Tarma (1901-1906), ministro de Guerra y Marina (1914), diputado por Yauli (1915-1919), senador por Junín (1919-1926) y presidente del Senado (1920-1921).

## Biografía

### Nacimiento y estudios
Hijo del coronel José Agustín Bedoya y de María Ignacia Suárez. Hermano de Manuel Bedoya Suárez, militar y escritor. Su padre fue un destacado militar, que luchó en todas las campañas de la guerra del Pacífico entre 1879 y 1881.
Trasladado a Lima a temprana edad, cursó allí sus estudios escolares, primero en el colegio de Melchor T. García, y luego en el Colegio Nacional Nuestra Señora de Guadalupe. En 1876 ingresó a la Universidad Mayor de San Marcos, donde cursó Derecho.

### Carrera militar
Al estallar la Guerra del Pacífico en 1879, integró voluntariamente, junto con otros universitarios limeños, la llamada Legión Carolina Militar. En mayo de ese año fue trasladado al teatro de operaciones del Sur, en Iquique, con el grado de subteniente del regimiento 2 de Mayo, que formaba parte de la división comandada por el coronel Andrés A. Cáceres. Luchó en las batallas de San Francisco y Tarapacá. En esta última acción resultó herido en un brazo, por lo que regresó a Lima.
Recuperado de su herida y ya con el grado de teniente, pasó a ser ayudante del torreón Manco Cápac, en el Callao, colaborando en la defensa de dicho puerto frente el bloqueo de las naves chilenas. Le acompañaba su hermano Manuel Bedoya Suárez. Ante el avance del ejército chileno hacia Lima, pasó a servir como ayudante de Cáceres, que por entonces ejercía la comandancia del IV Cuerpo del Ejército que defendía la capital. Luchó en las batallas de San Juan y Miraflores; en esta última resultó otra vez herido.
Superada su convalecencia, fue ascendido a capitán y se puso a las órdenes de su padre, el coronel José Agustín Bedoya, que era el jefe político y militar de Lima. Lamentablemente, este falleció sorpresivamente en Huacho, el 10 de octubre de 1881, habiendo la sospecha de que fuera envenenado. Sus restos reposan en la Cripta de los Héroes.
Posteriormente, Augusto se sumó a la resistencia de la Sierra dirigida por Cáceres, asistiendo a lo largo de dicha campaña, hasta la batalla de Huamachuco, de 10 de julio de 1883, donde resultó herido.

### Carrera política
Hecha la paz con Chile, secundó al general Cáceres en su revolución contra el gobierno del general Miguel Iglesias, hasta la caída de Lima en diciembre de 1885.
Entre 1885 y 1890 fue subprefecto de la provincia de Tarma. Luego fue diputado por Tarma, de 1891 a 1894 y, ya con el grado de coronel, pasó a ejercer como prefecto y comandante general de Junín, bajo el segundo gobierno de Cáceres que se inició en 1894.
Durante la guerra civil entre caceristas y pierolistas, mantuvo su lealtad al gobierno y combatió a las montoneras pierolistas en La Oroya, Cacray y Matucana, y luego en las calles de Lima, el 17 y 18 de marzo de 1895. Tras la renuncia de Cáceres a la presidencia, se retiró temporalmente de la actividad pública.
En 1901 fue elegido diputado por la provincia de Tarma, cargo que ejerció hasta 1906. Luego, entre 1912 y 1913, ejerció sucesivamente el cargo de prefecto de los departamentos de Áncash, Ica y Arequipa. En 1913 fue elegido diputado por la provincia de Yauli.
El 22 de agosto de 1914 asumió como Ministro de Guerra y Marina del gobierno provisorio del coronel (luego general) Óscar R. Benavides, formando parte del gabinete presidido por Aurelio Sousa y Matute. Pero cuando el diputado Juan M. Torres Balcázar, le exigió el envío de ciertos datos y documentos, en un plazo máximo de tres días, Bedoya se negó altivamente a ello, pues lo consideró una interferencia en sus funciones. La Cámara de Diputados, haciendo un espíritu de cuerpo, se dio por ofendida y reiteró el pedido, por lo que Bedoya presentó su renuncia el 19 de diciembre del mismo año, declarando que solo sostenía «el principio de igualdad e independencia de los poderes del Estado».
En 1915 fue elegido nuevamente diputado por Yauli para el periodo que duró hasta 1919. Como miembro del Partido Constitucional o cacerista, dio su apoyo al golpe de Estado de 4 de julio de 1919, perpetrado por Augusto B. Leguía.
En 1919 fue elegido senador por Junín, ante la Asamblea Nacional. Llegó a ser primer vicepresidente del Senado en 1919, y presidente del mismo de 1920 a 1921. Luego se mantuvo como senador ordinario durante el gobierno de Augusto Leguía, hasta 1926.
En 1921 fue ascendido a General de Brigada. En 1925 emprendió un viaje de descanso a Europa. Recorrió Alemania y Francia. Murió a causa de una neumonía, en la ciudad de Lyon.